# Andrzej Mitan
Andrzej Mitan (* 12. Oktober 1950 in Pionki; † 4. November 2018 in Grójec) war ein polnischer Sänger, Komponist, Konzept- und Videokünstler, Lyriker, Kunstveranstalter und -verleger.
Mitan studierte an der Maria-Curie-Skłodowska-Universität Lublin, an der Kardinal-Stefan-Wyszyński-Universität Warschau und an der Katholischen Universität Lublin Johannes Paul II. Seit den späten 1960er Jahren organisierte er Festivals, Ausstellungen, Konzerte, Symposien u. a. im REMONT-Club in Warschau, dem Zentrum für zeitgenössische Kunst Ujazdowski, dem Masowischen Zentrum für Kultur und Kunst und dem Masowischen Zentrum für zeitgenössische Kunst „Elektrownia“ in Radom.  Daneben gründete er Musikgruppen wie Onomatopeja, Święta Racja, Super Grupa Bez Fałszywej Skromności, Niezależne Studio Muzyki Elektroakustycznej, Koncert Figur Niemożliwych, Związek Byłych Dzieci, mit denen er seine Musik, ein Crossover von Freejazz, Neuer Musik, Improvisationsmusik und Lautpoesie, verwirklichte. Daneben schuf er auch Videoperformances und künstlerische Objekte.
Von 1982 bis 1988 präsentierte er im Klub Muzyki Nowej Remont Werke von Komponisten aus dem Experimentalstudio des polnischen Radios (Andrzej Bieżan, Krzysztof Knittel), Improvisationsmusikern (Andrzej Przybielski, Helmut Nadolski) und visuellen Künstlern (Jarosław Kozłowski, Włodzimierz Borowski), deren Werke jeweils in limitierten Auflagen erschienen. Mit Cezary Staniszewski und Emmett Williams organisierte er 1987 das Warszawie Międzynarodowe Seminarium Sztuki ETC, an dem mehr als 100 internationale Künstler teilnahmen. Seine eigenen Werke wurden in Galerien in  Warschau, Posen, Krakau, Breslau, Berlin, Moskau, Belgrad, Wien, Zürich, Stockholm, Budapest und New York ausgestellt. 2017 zog er sich nach 50 Jahren vom aktiven Kunstbetrieb zurück und starb am 4. November 2018 in Grójec.

## Weblink
- Homepage von Andrzej Mitan